# Dolenja vas, Cerknica
Dolenja vas este o localitate din comuna Cerknica, Slovenia, cu o populație de 448 de locuitori.